# 조안 우드버리

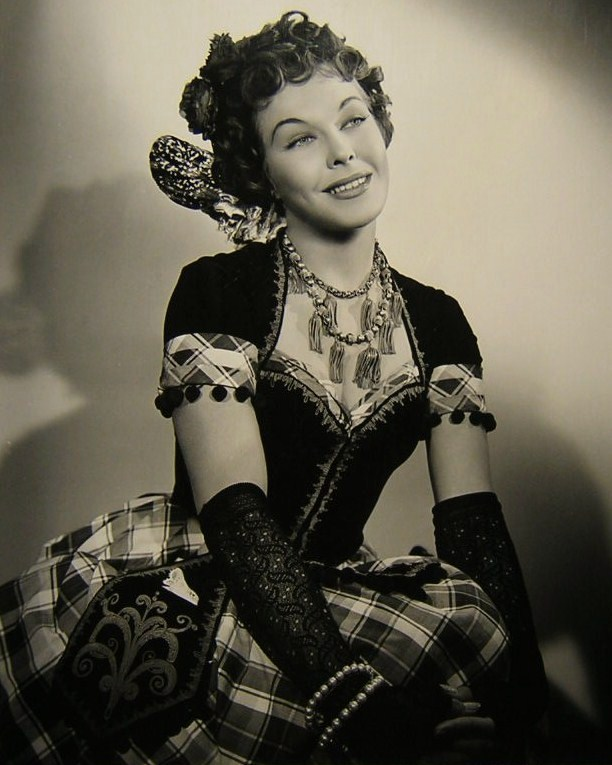

조안 우드버리(Joan Woodbury, 1915년 12월 17일 ~ 1989년 2월 22일)는 미국의 배우, 영화배우이다.
로스앤젤레스에서 태어났다.

## 영화
- 십계 (1956년)
- 블루 스카이스 (1946년)
- 닥터 브로드웨이 (1942년)
- 페이퍼 블렛 (1941년)
- 몬테 크리스토 백작 (1934년)